# Georg Michael Pachtler
Georg Michael Pachtler SJ (auch Michael Pachtler; * 14. September 1825 in Mergentheim, Deutschland; † 12. August 1889 auf Schloss Exaten bei Baexem, Leudal, Niederlande) war ein deutscher Jesuit, Theologe, Priester und Pädagoge. Er schrieb auch unter den Pseudonymen Annuarius Osseg und Georgios Michalov.

## Leben
Georg Michael Pachtler besuchte Gymnasien in Bad Mergentheim und in Rottweil, wo er im Konvikt wohnte. Anschließend studierte er vier Jahre Theologie und Philologie an der Universität Tübingen und war in dieser Zeit Zögling am Wilhelmsstift. 1848 wurde er in Rottenburg am Neckar zum Priester geweiht. Als Diözesanpriester war er zunächst Seelsorger in einem Dorf und ab 1850 Kaplan und Präzeptor in Weilderstadt. Später setzte er sein Studium der Philologie an der Universität München fort und legte dort das Staatsexamen ab. 1854 wurde er Lehrer an einem Gymnasium in Ellwangen, 1855 wurde er als Kaplan und Präzeptor nach Riedlingen versetzt.
1856 trat er im damals den Jesuiten zur Nutzung überlassenen Kloster Gorheim in Sigmaringen in das Noviziat der Jesuiten ein. Nach dessen Beendigung unterrichtete er jüngere Ordensbrüder und studierte weiter Theologie und Philosophie. 1864 bis 1869 war er Lehrer für klassische Sprachen am Jesuitengymnasium in Feldkirch. In dieser Zeit war er 1866 Feldgeistlicher der Landesschützen aus Vorarlberg im Dritten Italienischen Unabhängigkeitskrieg und 1869 bis 1870 Militärgeistlicher eines Truppenteils deutscher Freiwilliger im päpstlichen Heer.
Nach seiner Rückkehr wirkte er an der Neuausrichtung der Zeitschrift der deutschen Jesuiten Stimmen aus Maria Laach (nach 1914 Stimmen der Zeit) mit und wurde 1871 Erster Schriftleiter. Danach wirkte er unter anderem als Seelsorger bei Fabrikarbeitern in Essen. 1872 wurde er nach Erlass des Jesuitengesetzes ausgewiesen und arbeitete vor allem in Österreich und in Häusern der deutschen Ordensprovinz in Limburg in den Niederlanden. Er war in erster Linie publizistisch tätig, erteilte aber auch Exerzitien für Priester und Laien.
Nachdem er ein Jahr an Diabetes erkrankt war, starb er am 12. August 1889 in der Jesuitenniederlassung Schloss Exaten in den Niederlanden.

## Werk
Georg Michael Pachtler befasste sich in seinen Werken mit liturgischen, pädagogischen und schul- und sozialpolitischen Problemen und Fragestellungen sowie Themen zur Freimaurerei, zum Liberalismus, zur Arbeiterbewegung und zum Militarismus. Dabei verfasste er teilweise auch polemische Arbeiten.
Sein 1854 erschienenes Meßbuch für das katholische Pfarrkind wird neben dem Officium Divinum von Christoph Moufang als ein Vorgänger des Messbuches von Anselm Schott und als Beitrag zur Verwendung der deutschen Sprache in der Liturgie angesehen.
In Ellwangen verfasste er 1867 die Abhandlung Das Telegraphieren der alten Völker, in der er sich mit der Geschichte der Nachrichtenübermittlung beschäftigt.
Nach seinem Aufenthalt im Rom 1869/1870 befasste er sich intensiv mit der Römischen Frage und veröffentlichte mehrere Artikel dazu in Stimmen aus Maria Laach. In seinem 1871 erschienenen Buch Die internationale Arbeiterverbindung beschäftigte er sich mit der Geschichte und dem Wirken der Internationale. 1872 bis 1878 gab er den katholischen Kalender Der Hausfreund heraus.
Zur Freimaurerei veröffentlichte er unter anderem die Bücher Der stille Krieg der Freimaurerei gegen Thron und Altar. Nach Dokumenten. (1873) und Der Götze der Humanität oder das Positive der Freimaurerei. Nach Dokumenten. (1875). Er bezeichnete die Freimaurerei als „nächtliche Internationale“, die das Christentum abschaffen und eine „sozialistische Weltrepublik“ zu errichten gedenkt. Die Haltung von Pachtler zur Freimaurerei wird von Historikern kritisiert, so von Helmut Reinalter und von Olaf Blaschke.
Nach Veröffentlichung der Artikelserie Die Reform unserer Gymnasien (1879/1880 in Stimmen aus Maria Laach, 1883 als Buch) wurde er gebeten, einen Beitrag zur Reihe Monumenta Germaniae Paedagogica zu leisten, die von Karl Kehrbach herausgegeben wurde. Unter dem Titel Ratio studiorum et institutiones scholasticas Societatis Jesu per Germaniam olim vigentes collectae, concinnatae, dilucidatae stellte er vier Bände zusammen, die größtenteils noch unveröffentlichte Dokumente der Jesuiten enthielten und als Standardwerk zum Bildungssystem der Jesuiten angesehen wurden. Band 4 wurde nach dem Tod von Georg Michael Pachtler durch Bernhard Duhr besorgt.
Durch sein 1876 erschienenes Buch Der europäische Militarismus gilt er als ein Begründer der Militarismuskritik.

## Schriften
- Biographische Notizen über Seine Durchlaucht den hochseligen Prinzen Alexander zu Hohenlohe-Waldenburg-Schillingsfürst, Bischof von Sardica. Kollmann, Augsburg 1850, OCLC 633027845.
- Die Hymnen der katholischen Kirche. Im Versmaße übersetzt. Kupferberg, Mainz 1853.
- Meßbuch für das katholische Pfarrkind. In lateinischer und deutscher Sprache. Kupferberg, Mainz 1854. 9. Auflage 1890, OCLC 898586774.
- Das Buch der Kirche vom Palmsonntage bis zum weißen Sonntage. Oder die Karwoche und Osterwoche mit allen ihren gottdienstlichen Handlungen. Hurter, Schaffhausen 1854. 11. Auflage: Nationale Verlagsanstalt, Regensburg 1899. Weitere erweiterte Auflagen erschienen nach dem Tod von Pachtler, z. B. 21./22. Auflage: Manz, Regensburg 1922, DNB 577919431.
- Des Pater Alexandre de Rhodes aus der Gesellschaft Jesu Missionsreisen in China, Tonkin, Cochinchina und anderen asiatischen Reichen. Aus dem Französischen von Georg Michael Pachtler. Herder, Freiburg i. Br. 1858, OCLC 65661367 (Digitalisat).
- Das Christenthum in Tonkin und Cochinchina, dem heutigen Annamreiche, von seiner Einführung bis auf die Gegenwart. Nach der französischen Ausgabe bearbeitet von Georg Michael Pachtler. Schöningh, Paderborn 1861, OCLC 16700260 (Digitalisat).
- Das Telegraphieren der alten Völker. Wagner, Innsbruck 1867, OCLC 217641494.
- (Hrsg.): Acta et decreta sacrosancti et oecumenici Concilii Vaticani. Herder, Freiburg i. Br. 1871, OCLC 631260365 (Digitalisat).
- Die internationale Arbeiterverbindung. Fredebeul & Koenen, Essen 1871 (Digitalisat).
- (Hrsg.): Der Hausfreund. Katholischer Kalender Herder, Freiburg i. Br. 1872–1876; Habbel, Amberg 1877–1878.
- Der stille Krieg der Freimaurerei gegen Thron und Altar. Nach Dokumenten. Herder, Freiburg i. Br. 1873, OCLC 13992886. 2. Auflage: Der stille Krieg gegen Thron und Altar oder das Negative der Freimaurerei. Habbel, Amberg 1876, OCLC 494546817 (Digitalisat).
- Der Götze der Humanität oder das Positive der Freimaurerei. Nach Dokumenten. Herder, Freiburg i. Br. 1875, DNB 36228847X (Digitalisat).
- als Annuarius Osseg: Der Hammer der Freimaurerei am Kaiserthrone der Habsburger. Habbel, Amberg 1875, OCLC 781992585 (Digitalisat).
- als Annuarius Osseg: Der europäische Militarismus. Habbel, Amberg 1876 (Digitalisat).
- als Annuarius Osseg: Der liberale Nationalitäten-Schwindel und der Einheits-Staat. Ein Mahnwort an die Völker Deutschlands und Österreichs. Habbel, Amberg 1876, OCLC 1068582149 (Digitalisat).
- als Annuarius Osseg: Die geistige Knechtung der Völker durch das Schulmonopol des modernen Staates. Habbel, Amberg 1876, OCLC 1070781020 (Digitalisat).
- als Georgios Michalov: Die geheime Werkstätte der polnischen Erhebung von 1830. Mit Streiflichtern auf Rußland und Frankreich. Habbel, Amberg/Leipzig 1877, OCLC 1111983726 (Digitalisat).
- Das göttliche Recht der Familie und der Kirche auf die Schule. Ein Wort an die Christen Deutschlands. Kirchheim, Mainz 1879, OCLC 695768515.
- Die Reform unserer Gymnasien. Bonifacius, Paderborn 1883, OCLC 843248362 (Digitalisat).
- H. Schliemanns Ausgrabungen in Troja. In: Stimmen aus Maria Laach. Band 26, 1884, S. S. 141–159 und S. 241–262.
- (Hrsg.): Ratio studiorum et institutiones scholasticas Societatis Jesu per Germaniam olim vigentes collectae, concinnatae, dilucidatae. 4 Bände (= Monumenta Germaniae Paedagogica. Bände 2, 5, 9 und 14). Hofmann, Berlin, DNB 560132891.

Band 1: Ab anno 1541 ad annum 1599. 1887, archive.org.
Band 2: Ratio studiorum ann. 1586. 1599. 1832. 1887, archive.org.
Band 3: Ordinationes Generalium et ordo Studiorum generalium ab anno 1600 ad annum 1772. 1890, archive.org.
Band 4: Complectens monumenta quae pertinent ad gymnasia, convictus (1600–1773) itemque ad rationem studiorum (anno 1832) recognitam. Herausgegeben von Bernhard Duhr. 1894, archive.org.
- Die Ziele der Sozialdemokratie und die liberalen Ideen. Herder, Freiburg i. Br. 1892 (postum erschienen) (Digitalisat der 4. Auflage, 1904).